# Suzuki DL 650 V-Strom
Suzuki DL 650 V-Strom
Suzuki DL 650 V-Strom powstało aby wypełnić lukę w segmencie motocykla sportowo-turystycznego-enduro w średnim przedziale cenowym.
Połączono konstrukcję DL 1000,  z silnikiem SV 650. Zmniejszono moc z 72 na 67 KM.

## Historia i modyfikacje
Grudzień 2003
Pierwsze modele trafiły do salonów i klientów
2004
DL 650 K4 ramy srebrne,  kolory:  Czarny YAY, Niebieski YBB, Srebrny matowy YDZ
2005
DL 650  K5     ramy czarne    kolory :  czarny YAY, Srebrny YD8 ,Niebieski YC2, Czerwony YV7
Dodatkowo
Odpada przełącznik świateł  pozycyjnych / mijania
2006
DL 650 K6     ramy czarne    kolory:    niebiesko-srebrny YDV, Niebieski YC2, Czerwony  YV7, Czarny matowy YKV
2007
DL 650 K7
DL 650 AK7 (ABS)     ramy czarne     kolory   niebieski  YKY, Czarny matowy YKV, Szary  met  YHG (naklejki V Strom ciemne), Czerwony  YHL
Dodatkowo
Zmiana rozstawu kół z 1540 na 1555mm
ABS dostępny opcjonalnie (Model AK 7)
Model Specjalny  DL 650 X    (sportowa szyba, osłona silnika, gmole)
2008
DL 650 K7 i AK7   ramy czarne   kolory     niebieski YKY, Szary  YHG (naklejki V Strom jasne), Czarna mat. YKV ,Zolty  YMF
2009
DL 650 K9 i AK9      ramy czarne    kolory     szary  YHG, Czarny  YAY, Pomarańczowy  YME(naklejki szaro-czarne), Biały  YPA
Dodatkowo
Białe kierunkowskazy
Modele białe i szare otrzymują srebrne felgi
2010
DL 650 L0 i AL0       ramy czarne   kolory szary met. YHG,  Czarny YAY,  Pomarańczowy  YME (naklejki czarno-czerwone), Bialy   YPA
Opcjonalnie do Modedli K5 – K9 można było otrzymać pakiet Touring,
składający się z Topcase  + kufry boczne firmy Nonfango, handbarow, gmoli i oslony pod
silnik.firmy SW-Motech
2012 - 2014
DL 650 - nowy wygląd, zmniejszony zbiornik paliwa 20L. Spalanie: 4,2l/100km

W modelu LO zamieniono plastikowe kufry Nonfango na aluminiowe Firmy Trax
Dane techniczne i eksploatacyjne
- Rozstaw osi 1540 mm (od K7 1555 mm)
- Długość       2290 mm
- Szerokość   840 mm
- Wysokość    1390-1420-1450 mm (w zależności od ustawienia szyby)
- Wysokość siedzenia  820 mm
- Prześwit      165 mm
- Pojemność zbiornika paliwa 22 l

|        | masa na sucho | gotowy do jazdy | masa całkowita | ładowność |
| ------ | ------------- | --------------- | -------------- | --------- |
| K4,5,6 | 189           | 213             | 420            | 207       |
| K7     | 194           | 217             | 420            | 203       |
| AK7    | 197           | 220             | 420            | 200       |

Silnik
2 cylindrowy, 4-suwowy w układzie V (L)  90° chłodzony cieczą
Średnica x suw 81,0 × 62,6 mm.
Pojemność      645 cm³
Stopień sprężania   11,5 : 1
4 zawory na cylinder, sterowane przez 2 u góry leżące walki rozrządu napędzane łańcuchem
Smarowanie
Olejowe, z chłodnicą oleju,
Olej SAE 10W-40  API SF lbo SG
Pojemność przy wymianie oleju 2,3 l
wymianie oleju z filtrem 2,7 l zalewaniu suchego silnika 3,1 l
System zasilania
Benzyna bezołowiowa min 91 ROZ
Elektroniczny system wtrysku, / Suzuki Dual Throttle Valve (SDTV)
układ ssący 39 mm
Nr. Klap przepustnicy 27G0 od  K7 27G3(automatyczna regulacja wolnych obrotów (Idle Speed Control)
Wolne obroty. Silnik ciepły   1300/min +/-100/min / Zimny   1800/min do 2400/min        K7 1800/min do 2200/min
Luz linki gazu (przy manetce) 2 do 4 mm
Pompa paliwa
Ciśnienie na wolnych obrotach  ok.  300 kPA
Ilość podawana (przy 12 V)  min. 168ml w czasie 10 s.  od K7 min. 75ml na 6 s
Układ chłodzenia
Chłodzenie cieczą poprzez napędzaną łańcuchem pompę wodną.
Pojemność w chłodnicy i silniku 1,65 l, W zbiorniczku wyrównawczym  0,25 l
Termostat   otwiera przy ok. 88 °C   Pełne otwarcie 100 °C, skok zaworu min. 8 mm
Czujnik wentylatora chłodnicy załącza  przy 98 °C/  Wyłącza przy 92 °C
Układ wydechowy
2 w 1, katalizator, sonda lambda
Sprzęgło
Sterowane linką, wielotarczowe mokre
Luz linki przy klamce sprzęgła 10 do 15 mm.
Skrzynia biegów
6 biegowa
1 bieg   2,461
2 bieg  1,777
3 bieg   1,380
4 bieg   1,225
5 bieg   0,961
6 bieg   0,851
Napęd na koło tylne  łańcuchem. Koła zębate Z 47/15
Długość łańcucha 116 rolek   od modelu K7  118 rolek
Zawieszenie
Przednie
Widelec - Teleskop, sprężyny  spiralne, max ugięcie 150 mm. Możliwość regulacji napięcia wstępnego na dl. 15 mm,(bez możliwości regulacji tłumienia)
Standard – 6 mm. wkręcone (wystaje 9 mm - widoczne 3 kreski)
Zawartość oleju 524 cm³ na stronę   od AK7  528cm³
stan oleju 143 mm/od AK7 139 mm  (bez sprężyn)
Tylne
Wahacz tylny aluminiowy, amortyzator gazowy, max. ugięcie 150 mm.
Napięcie wstępne regulowane przez pokrętło (z lewej na prawo) Co 1/2 obrotu 1 klik. Całość 39 klików. Standard 16 klików
Tłumienie płynnie regulowane poprzez wbudowaną śrubę (całość 2 i ¾ obrotu)
Standard to wykręcona śruba o 1 obrót
Koła i opony
Felgi Aluminiowe odlewane,
przód J 19 M/C x MT 2.50 DOT
tył      J 17 M/C x MT 4.00 DOT
max bicie promieniowe i osiowe  kół 2,0 mm
Opony bezdętkowe
Przód  110/80 R 19 M/C (59H)
Tyl      150/70 R 17 M/C (69H)
Ciśnienie przy zimnych oponach
Przód 2,25 bar   Tył 2,5 bar (2,8 z pasażerem)
Hamulce
Przód: tarczowe podwójne o średnicy 310 mm
wentylowane, grubość 5,0 mm, stan zużycia 4,5 mm
Max bicie 0,3 mm
Zacisk hamulcowy z dwoma tłoczkami
Od 2007 mod. K 7  opcjonalnie ABS
Tył. Tarcza hamulcowa o średnicy 260 mm.
Wentylowana, grubość 5 mm, stan zużycia 4,5 mm.
Max bicie 0,3 mm.
Układ elektryczny
Akumulator  typ YTX12-BS  12 Volt, 10 Ah
Stan pełnego naładowania 12,5 do 12,6 V / wymagający ładowania poniżej 12,0 V
Alternator
Wydajność 375 W / 5000/min
Zapłon elektroniczny
4 stopnie przed OT przy 1300/min
Kolejność 1-2  (cylinder przedni-tylny)
Świece zapłonowe
NGK  CR 8 E  albo Denso U24ESR-N
Odstęp elektrod 0,6 do 0,7mm
Od 2007 K7  po 2 świece na cylinder
Bezpieczniki
główny   30 A
światła drogowe 15 A
światła mijania    15 A
światła – pompa paliwa 10 A
światła zapłon     10 A
światła wentylator chłodnicy 15  A
światła – kierunkowskazy 15 A
Od 2007 AK 7  (A BS)
ABS – silnik  40 A
ABS – zawór  25 A
Oświetlenie
światła
drogowe/mijania          12 V 60/55 W H4 (2 sztuki)
pozycyjne                     12 V/5 W (2 sztuki)
kierunkowskazy           12 V/21 W (4 sztuki)
tabl. rejestracyjnej  12 V/5 W
światło hamowania / pozycyjne tył  12 V / 21/5 W 2 sztuki